# Puente peatonal Condell
El puente peatonal Condell, llamado también puente o pasarela Racamalac, es un puente peatonal que atraviesa el río Mapocho en la ciudad de Santiago de Chile. Está ubicado a la altura del café literario (biblioteca) del parque Balmaceda, y une las avenidas Andrés Bello (sur) y Santa María (norte).

## Descripción
El puente peatonal Condell o Racamalac es uno de los pocos peatonales que cruzan el río Mapocho. La estructura tiene un estilo moderno en forma de arco y sus materiales más notorios son el cemento, usado para la base del puente, y sus rejas metálicas.
Esta pasarela, que une el parque Balmaceda con la avenida Santa María, está ubicado entre los puentes Pío Nono y del Arzobispo, dentro de la comuna de Providencia).

## Etimología

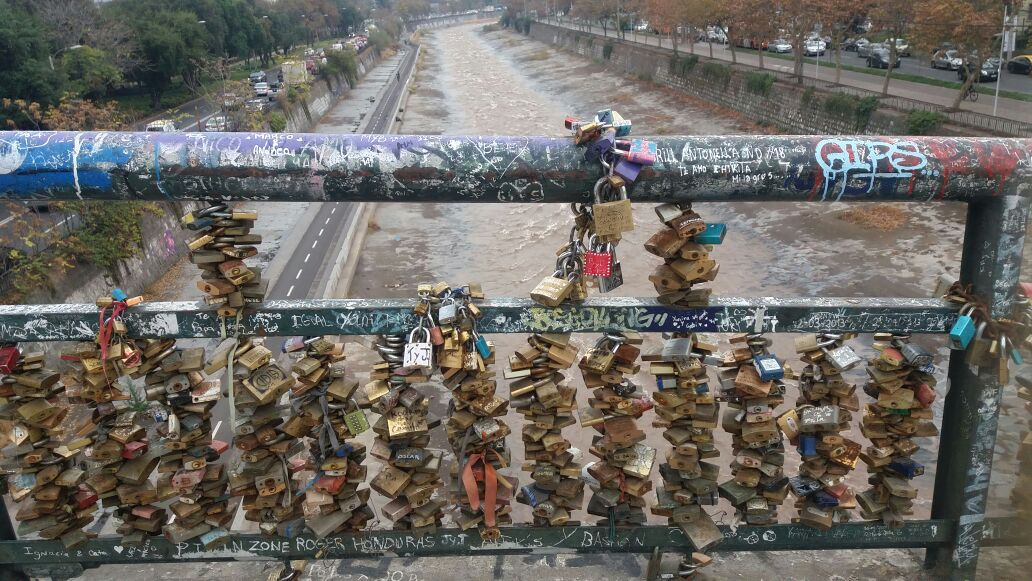
Candados de amor en el «puente de los enamorados».

Se llama Condell porque queda frente a la calle del mismo nombre, pero también se le conoce como puente o pasarela Racamalac debido a que ese era el nombre de la constructora que lo reforzó en los años 1960.
A estos nombres se le han agregado los populares de «puente de los enamorados» y «puente de los candados» después de la traducción de la novela del escritor italiano Federico Moccia Tengo ganas de ti, vertida al español por Planeta en 2009 (a fines de agosto de 2012, el candado más antiguo, ya con los nombres oxidados databa de 2010) y especialmente luego de la película homónima, estrenada en Santiago el 30 de agosto de 2012. Los enamorados, imitando una escena de la novela y del filme, colocan candados en las barandas de la pasarela y luego lanzan la llave al Mapocho. La costumbre de colocar estos candados de amor ha generado polémica en algunos países, que han tomado medidas contra ella.

## Historia
Construido en los años 1950 por orden el entonces alcalde Enrique Oviedo, se encuentra arqueado sobre el río Mapocho entre los puentes Arzobispo (oriente) y Pío Nono (poniente).
El puente ha sido reparado en varias ocasiones y en 1995 se instaló un semáforo en la avenida Santa María para garantizar un cruce seguro de los peatones desde y hacia el parque Balmaceda y Andrés Bello. El puente ha sufrido ambos daños y modificaciones. En 1983 se repara su pavimentación. En 1993, nuevamente su pavimentación es mejorada, además de su iluminación, y en 1995 se instala un semáforo en Santa María. En el año 2000, se le agregó iluminación completa.
En tiempos pasados fue usado por estudiantes durante las llamadas semanas mechonas —actividades de bienvenida e iniciación de los nuevos estudiantes universitarios—, cuyas intervenciones y bromas sorprendían a los automovilistas que circulaban a primera hora de la mañana; su imagen, convertida en una icónica postal de la capital chilena, también aparece repetidamente en televisión.
El puente es famoso asimismo por haber sido escenografía natural de unas de las principales tomas de la franja televisiva del «No» para el plebiscito nacional de Chile de 1988 —el joven que baila unos segundos sobre el puente, mientras se oye cantar «Porque diga lo que diga, yo soy libre de pensar»—, que perdió el dictador Augusto Pinochet y posibilitó el retorno de la democracia. 
En el entorno del puente Condell —como muestra el tablero informativo municipal colocado en el acceso norte a la pasarela en avenida Santa María—, se encuentra la Población León XIII, declarada en 1997 Monumento Nacional en la categoría Zona Típica.

## Galería

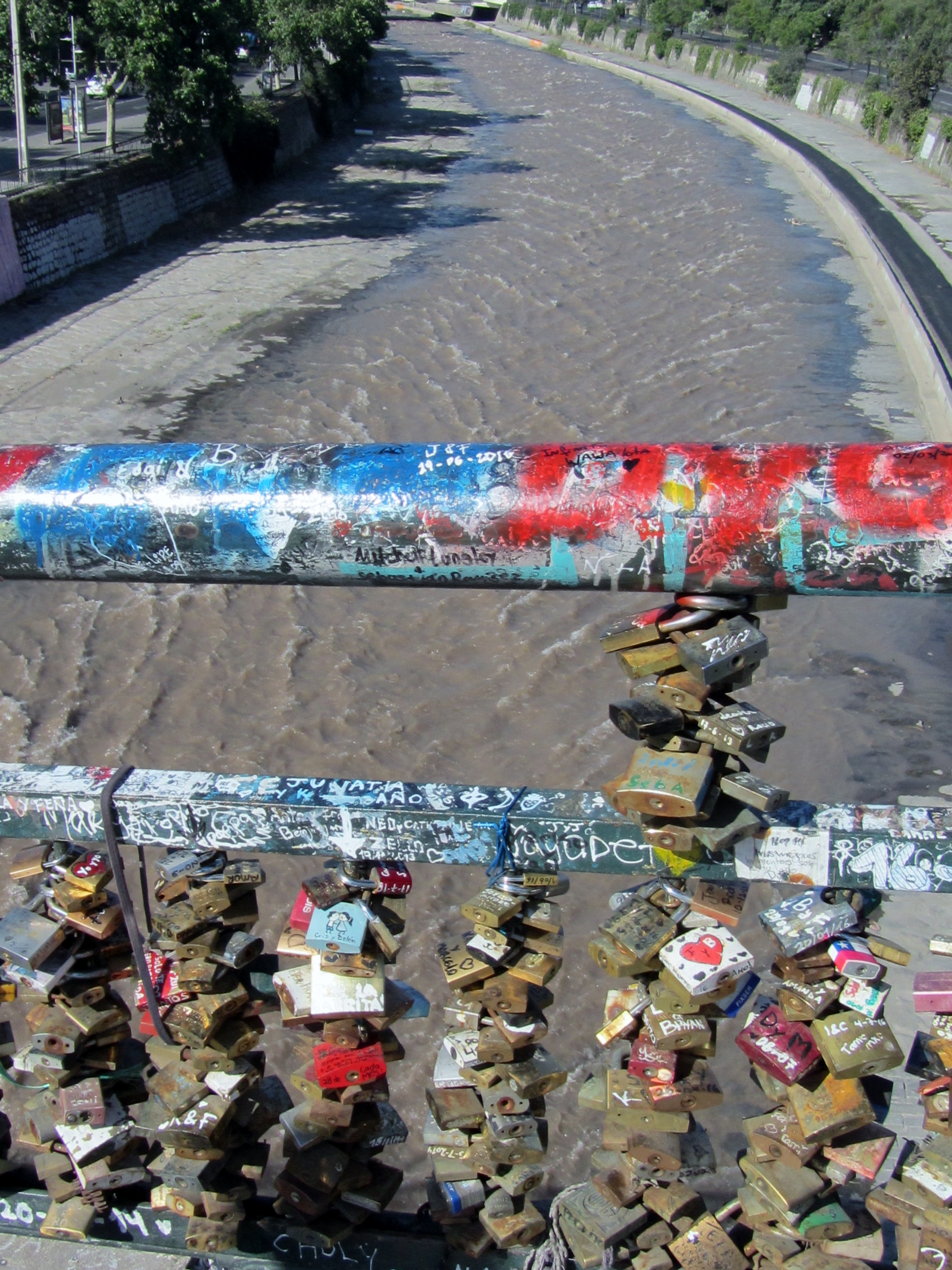
Candados de amor en la pasarela
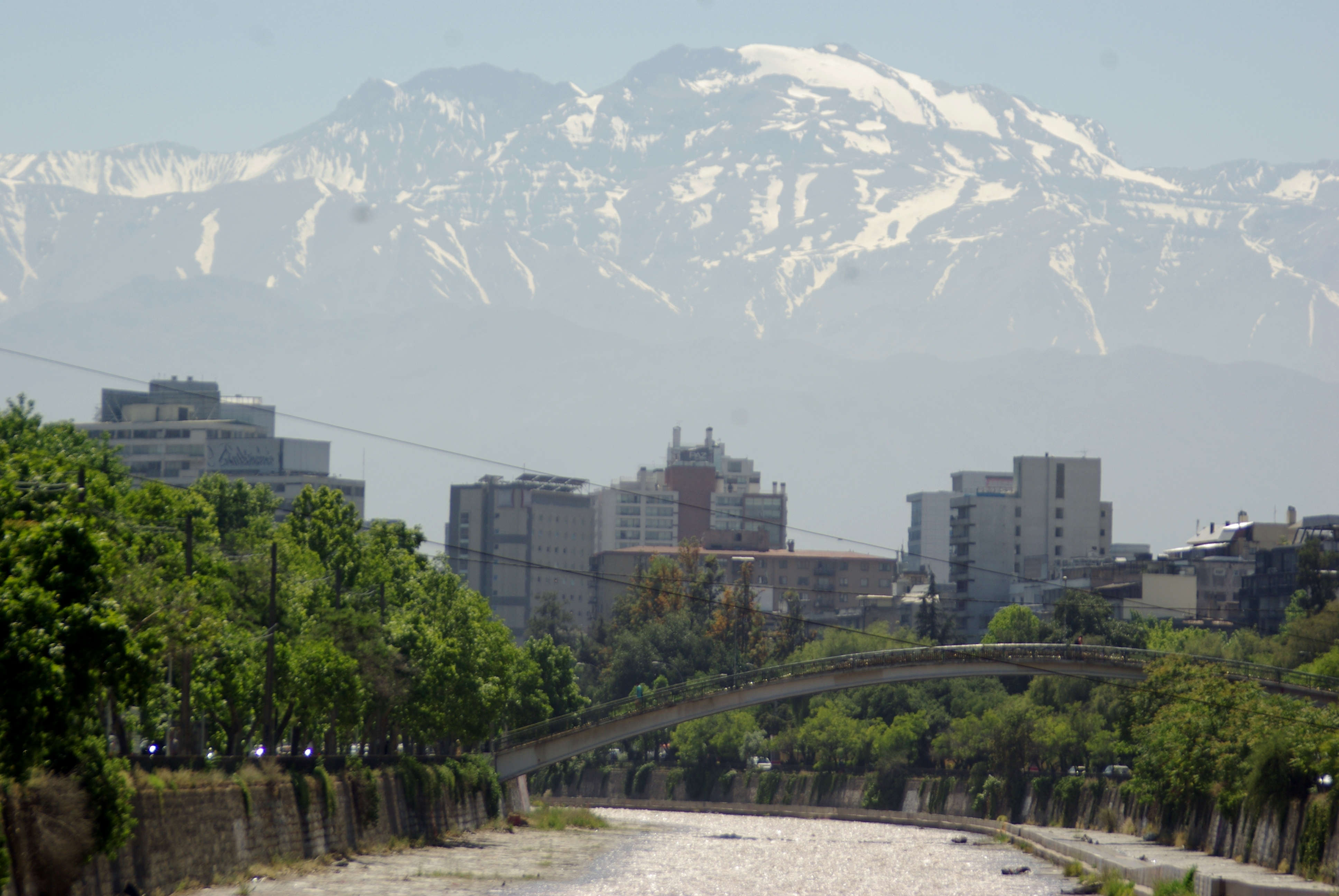
El puente con la cordillera
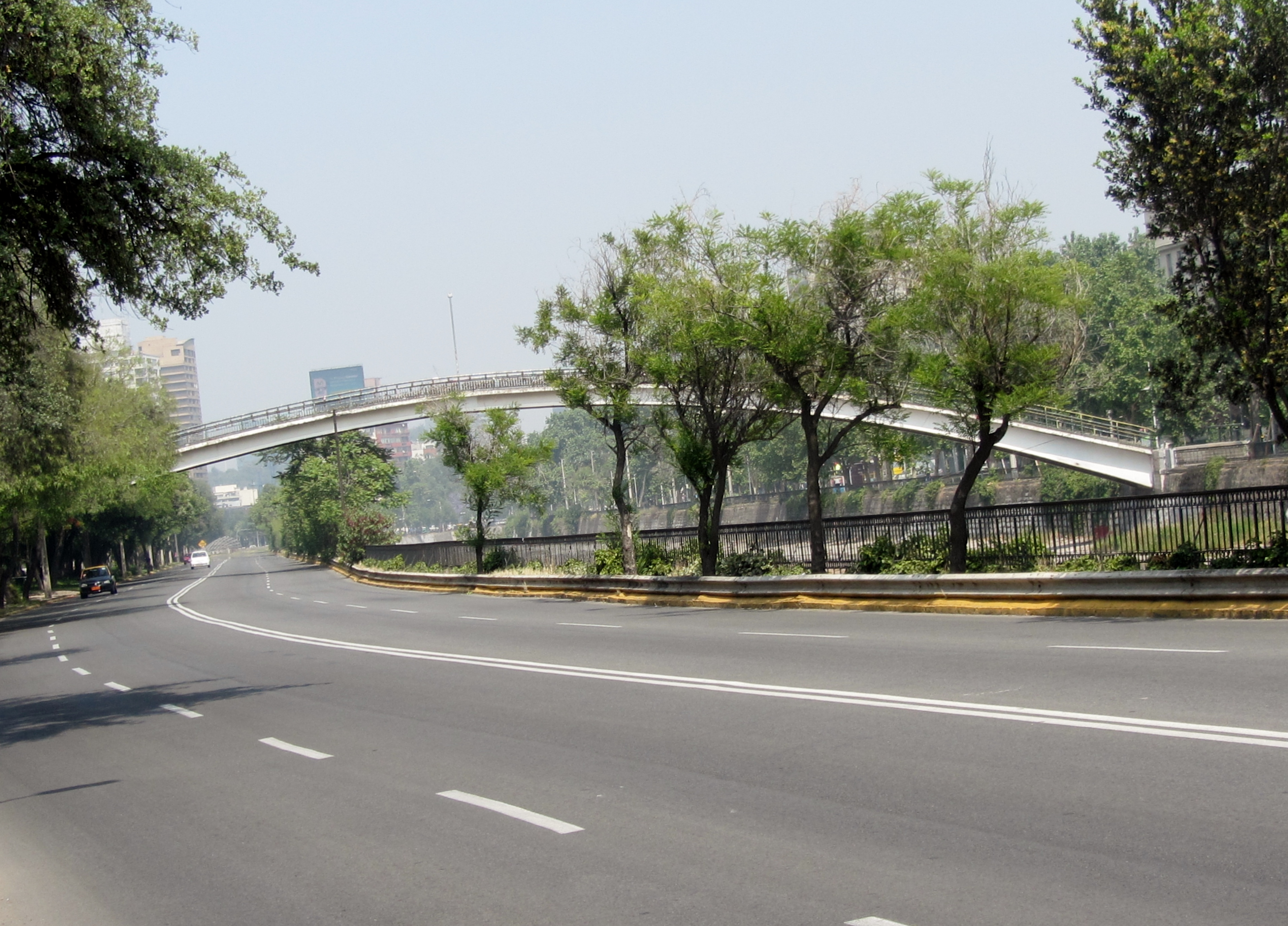
El puente sobre la avenida Andrés Bello y el Río Mapocho
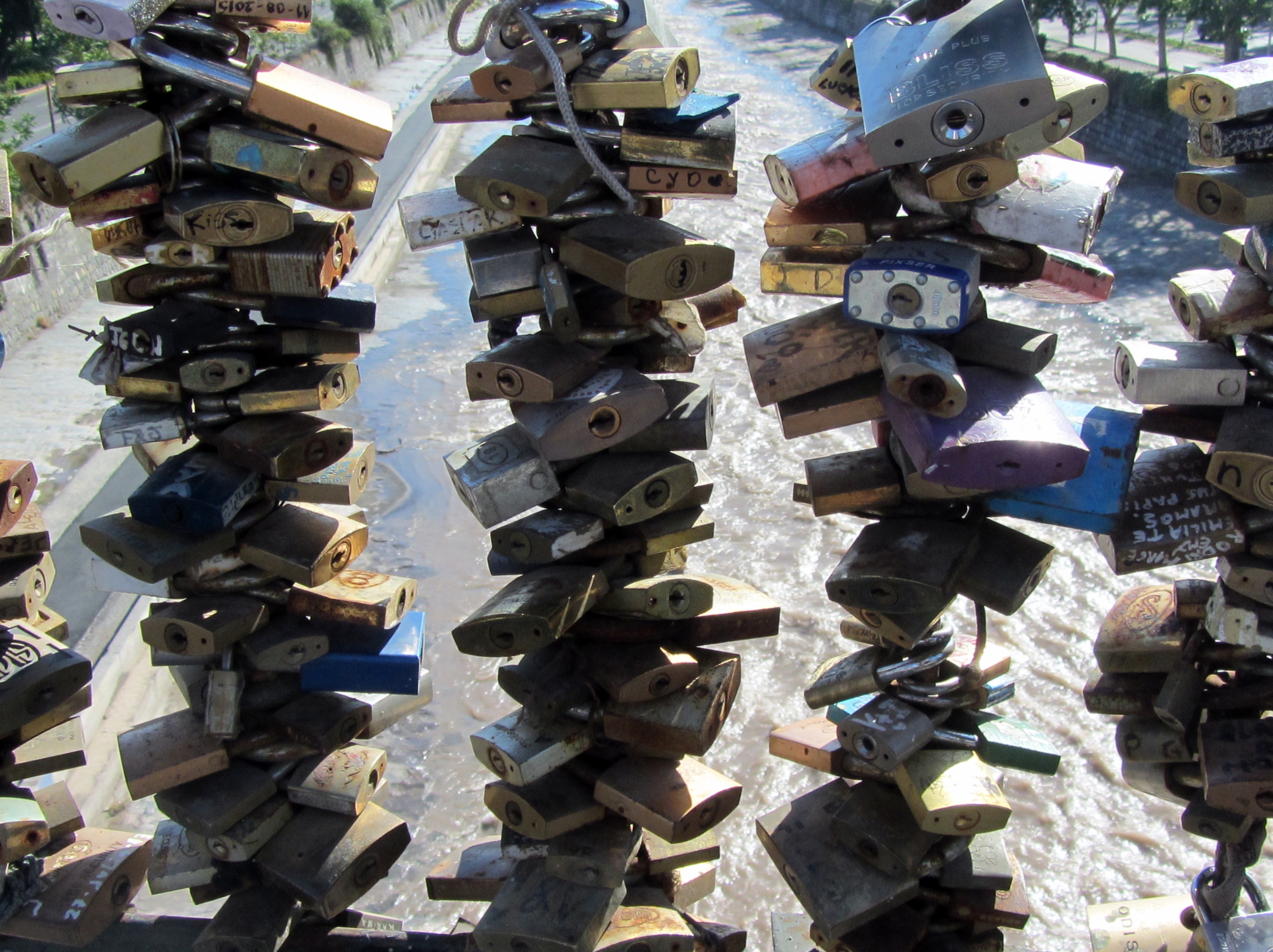
Candados en el puente
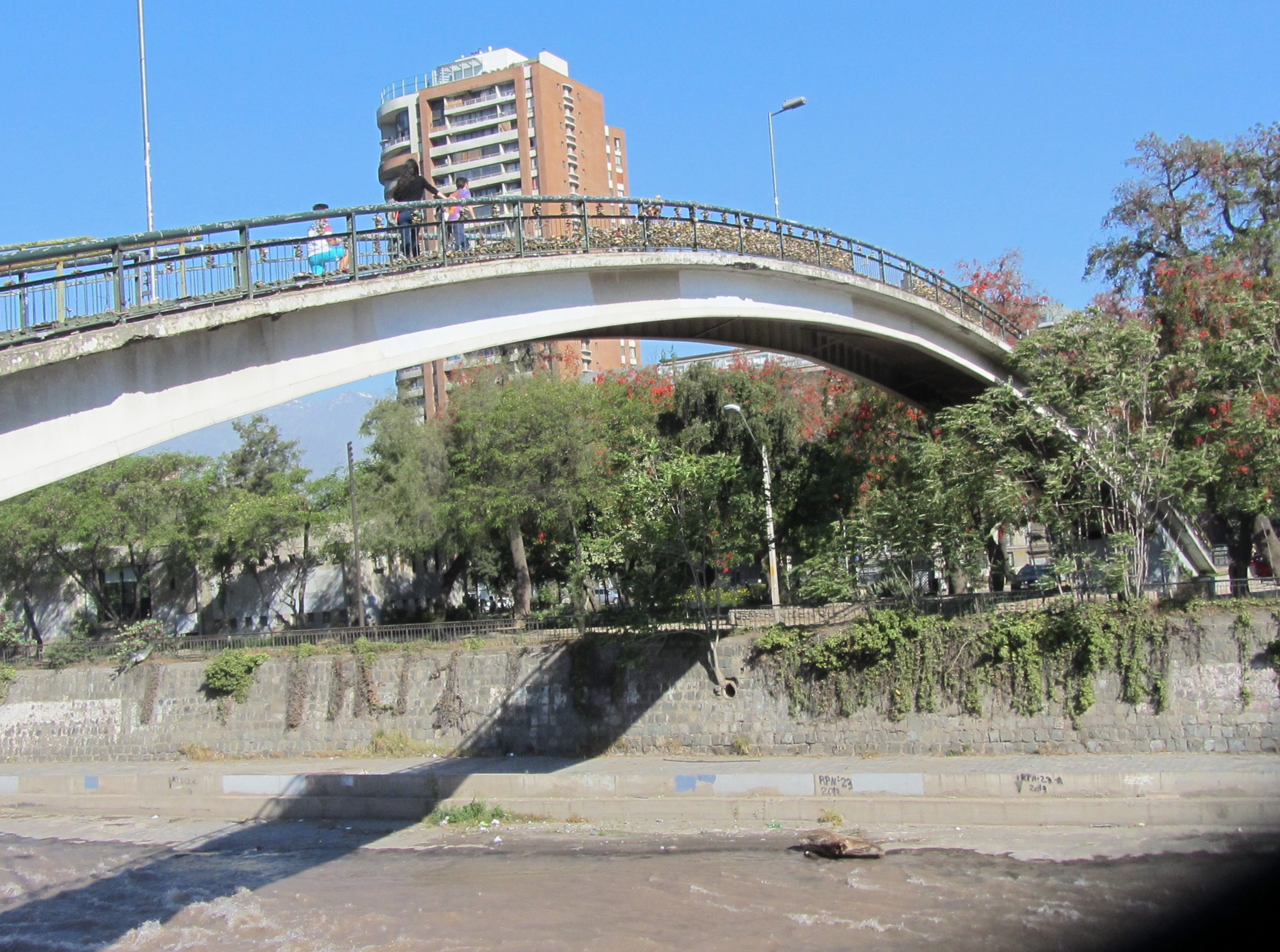
El puente sobre el río Mapocho
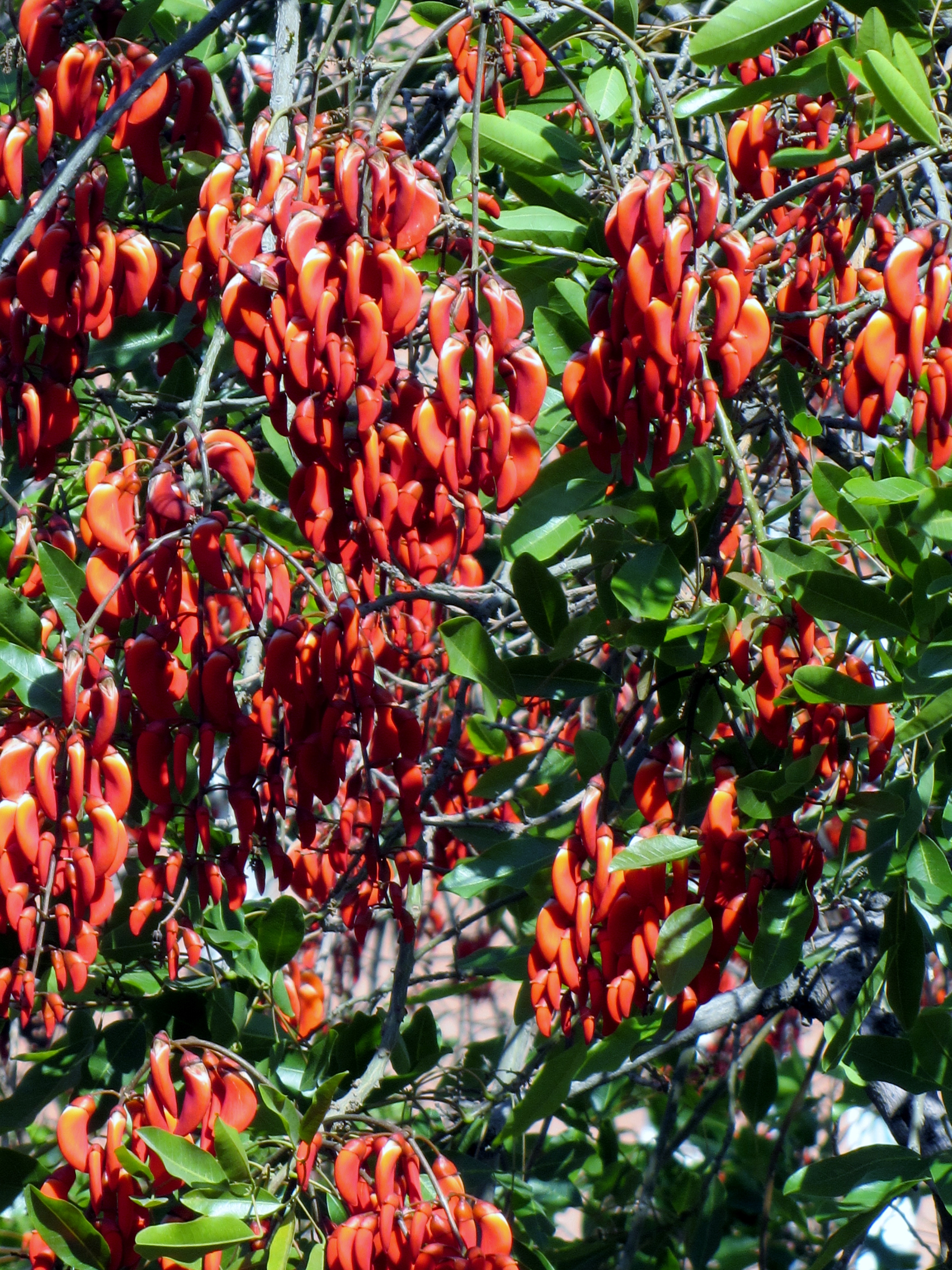
Ceibo florecido en el acceso sur del puente